# Las Nadodrzański

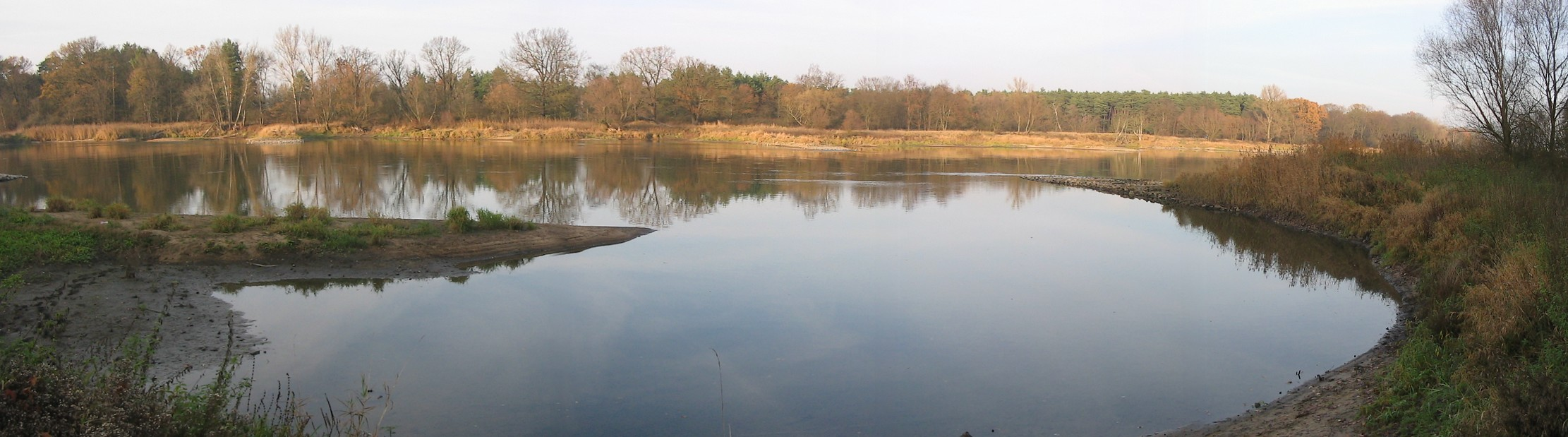
Zakola Odry w okolicach Lasu Odrzańskiego

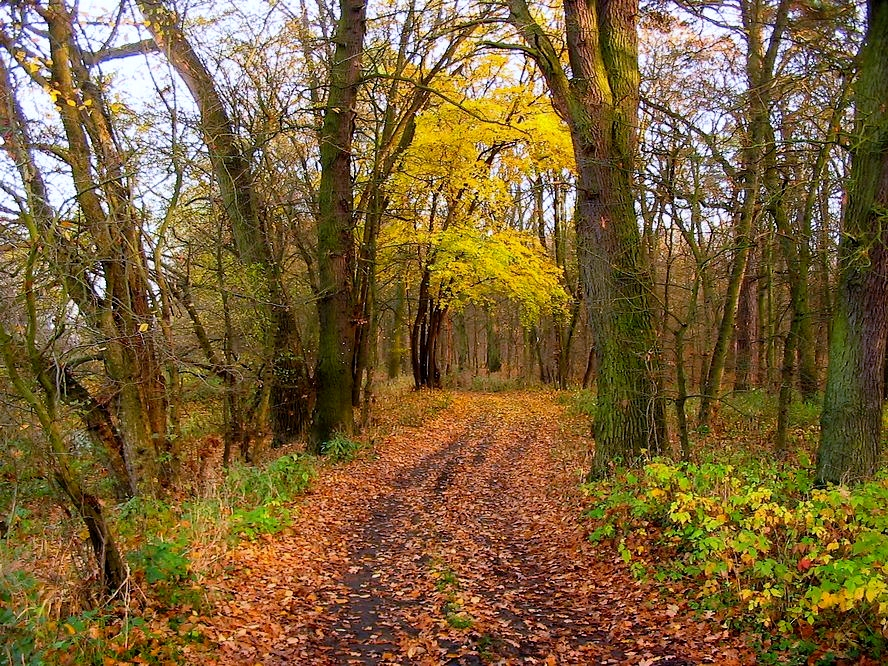

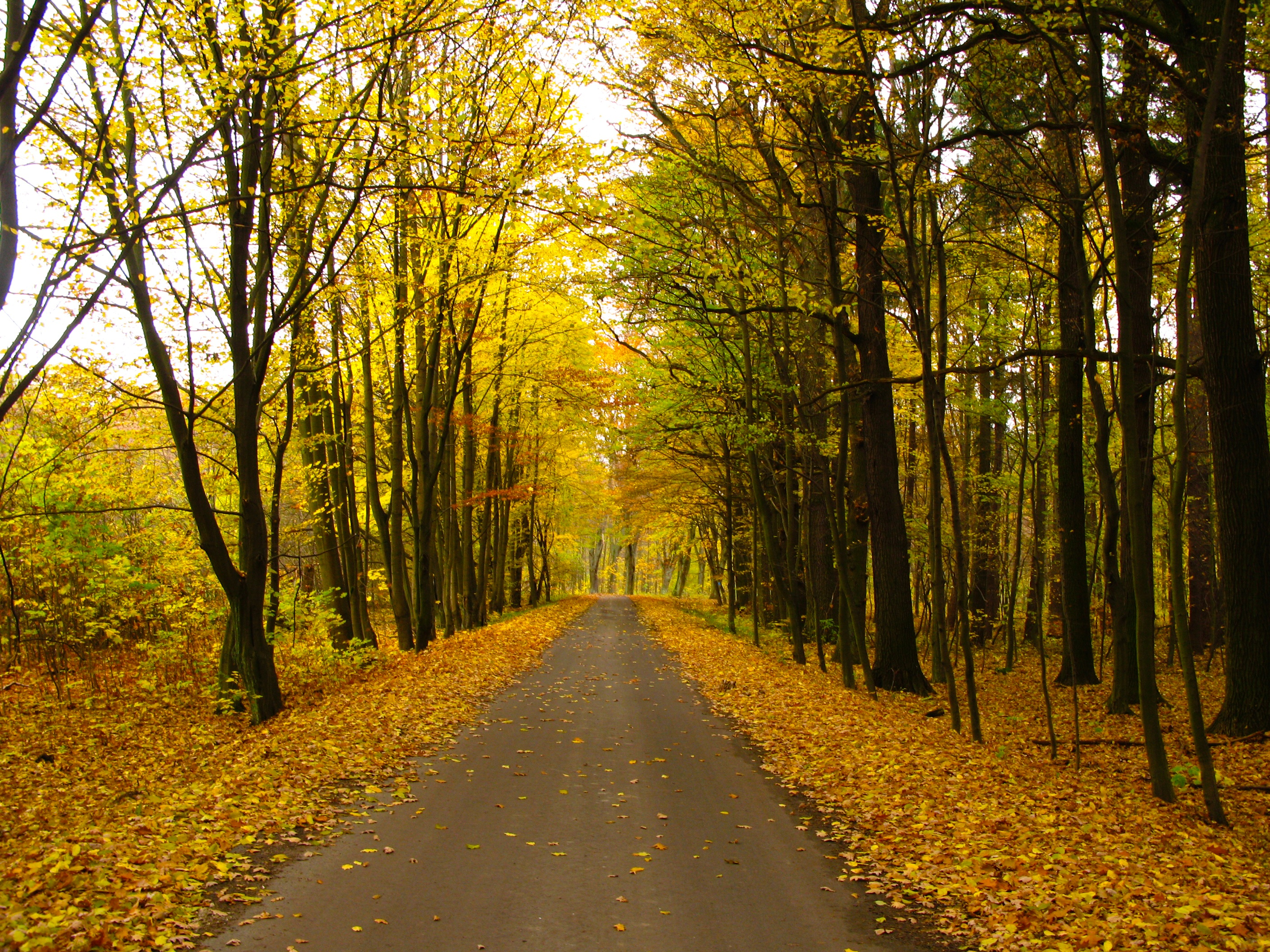

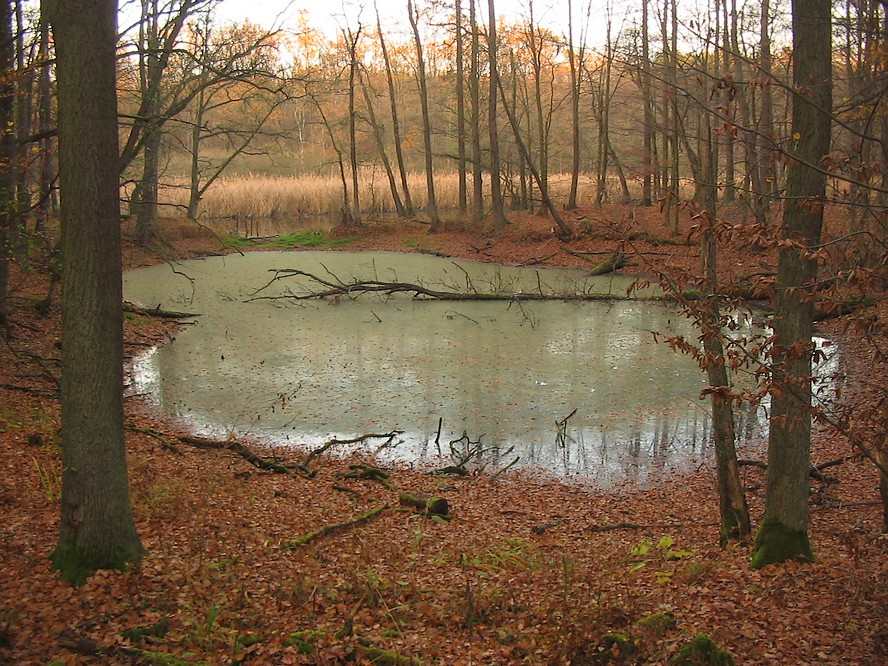

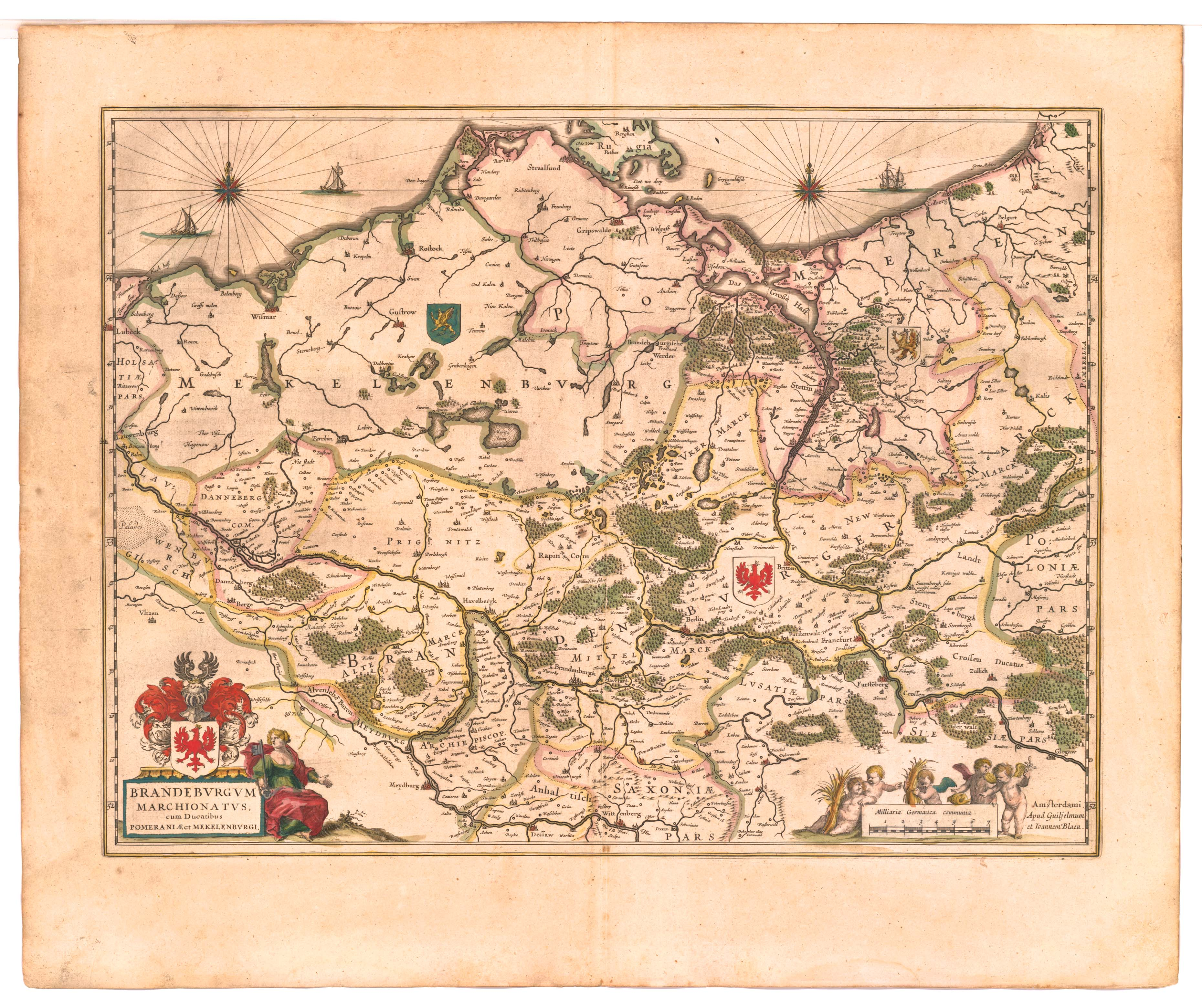
Oderwald na mapie Brandenburgii, Pomorza i Meklenburgii z 1645 roku - Willema i Joana Blaeu

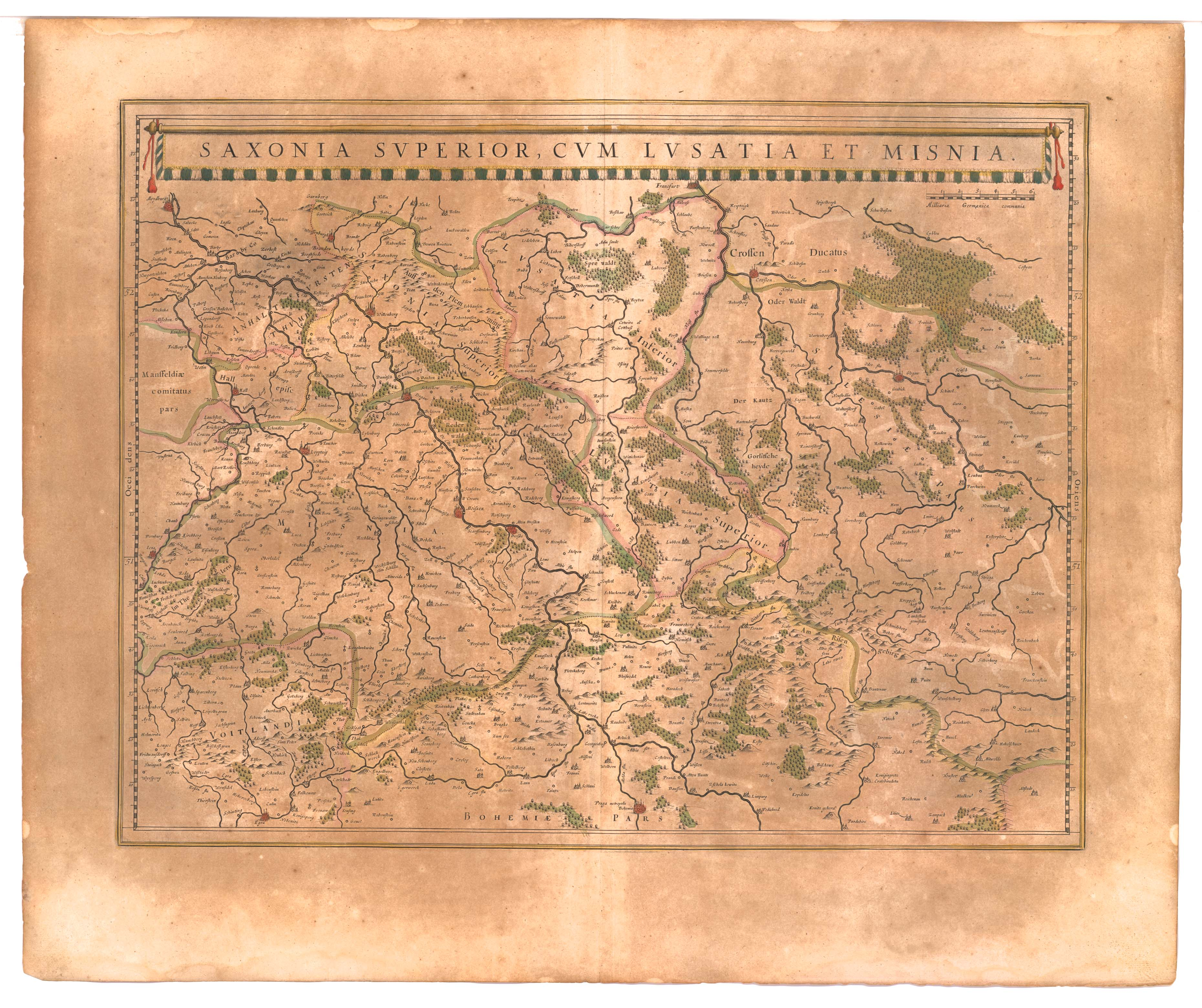
Oderwald na mapie Saksonii z 1645 roku - Willema i Joana Blaeu

Las Nadodrzański (niem. Oderwald) – duży kompleks leśny przyległy od południa do Odry, znajdujący się w granicach Zielonej Góry, ok. 10 km. od centrum miasta, w sołectwie Krępa. Jest jednym z najcenniejszych przyrodniczo kompleksów leśnych położonych w dolinie Odry, historycznym miejscem wypoczynku i rekreacji dawnych zielonogórzan przed 1945. Częściowo znajduje się na terenie objętym obszarem Natura 2000.

## Historia
Pierwsza informacja o zainteresowaniu się miasta terenami nadodrzańskimi pochodzi z 30 września 1408, kiedy wystawiono dokument mówiący o zakupie przez miasto podzielonogórskiej wsi Zawada. W 1429 dokupiono ostatnie części lasu a za sprawą dokumentu z 1429 podpisanego przez Henryka IX traktowany był jako las miejski. Przez następne lata dochody płynące z zielonogórskich lasów były głównym źródłem zasilania kasy miejskiej. Całością zarządzał urzędujący w Krępie nadleśniczy. 
Na początku XIX wieku w okolicach uregulowano koryto Odry, a Las przejął funkcje rekreacyjne. W Krępie powstała restauracja tzw. Oderwald Etablissement. Utworzono ścieżki spacerowe z miejscami wypoczynku oraz kąpieliska, budowano infrastrukturę turystyczną (hoteliki, restauracje, wypożyczalnie sprzętu pływającego). Największe święto obchodził Oderwald 22 i 23 czerwca 1929, kiedy to Zielona Góra świętował 500-lecie posiadania lasów nadodrzańskich.  
W 1955 wprowadzono urzędowo nazwę Nadodrzański Las, zastępując poprzednią niemiecką nazwę Grünberger Oderwald.
Obecnie miejsce to nie tętni już życiem jak przed wojną. Większość budynków zniszczyli żołnierze radzieccy w 1945. Zarządzane przez Nadleśnictwo Zielona Góra miejsce służy głównie rowerzystom, wędkarzom i grzybiarzom.
Największą powierzchnię zajmują starodrzewia dębowe. W kompleksie leśnym znajduje się kilka dużych starorzeczy Odry o sierpowatym kształcie, powstałych po 1774, kiedy nastąpiło przebicie nowo wykopanego koryta Odry i rzeka popłynęła nowym nurtem. 
W 2024 Las Odrzański przeszedł rewitalizację, która obejmowała m.in. stworzenie szlaku pieszo-rowerowego w linii obecnej drogi leśnej. W ramach inwestycji powstało też 10 miejsc parkingowych, tablice edukacyjne, dwie platformy obserwacyjne, ławeczki i kosze na śmieci.  Uporządkowane zostało także miejsce upamiętniające radnego i leśniczego z dawnego Grünbergu, Otto Mülscha, który zarządzał Oderwaldem  w latach 1900–1920. 
Na terenie Lasu Odrzańskiego, przy brzegu Odry znajduje się także jedyna w granicach Zielonej Góry przystań dla łodzi. 